# 株洲湘江特大桥 (醴娄高速)
株洲湘江特大桥位于湖南省株洲市境内，是一座跨越湘江、承载 醴娄高速渌口区和天元区路段的四塔五跨矮塔斜拉桥。建成后，将成为目前中国国内的单箱梁体最宽、湘江上跨度最大的矮塔斜拉桥。桥梁全长1658米，跨江段892米，桥面宽度39.5米，最大主跨230米。承载的醴娄高速设计时速120公里每小时，双向六车道设计。该桥于2024年12月30日合龙，2025年7月29日随醴娄高速石三门枢纽至王仙枢纽段开通而正式通车。目前，途径此桥时，需另外加收人民币十元起。